# Colliculi superiores

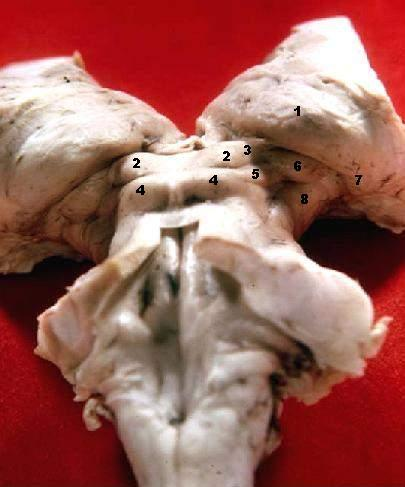
Colliculi superiores (2). Ansicht des Hirnstammes von hinten (posterior)

Die Colliculi superiores (lateinisch für „obere Hügelchen“) – bei Tieren auch als Colliculi rostrales bezeichnet – sind die oberen (vorderen) zwei Hügel der sogenannten Vierhügelplatte (Lamina quadrigemina) und damit Teil des Mittelhirndachs (Tectum mesencephali). Sie bilden einen Kernbereich, der aus in Schichten angeordneter grauer Substanz besteht. Diese Gliederung in Schichten von grauer und weißer Substanz wird sonst nur im corticalen Rindengrau des Groß- und Kleinhirns angetroffen. Die oberen Vierhügel sind besonders wichtig für die Verschaltung von optischen Reflexen und spielen eine wichtige Rolle bei der Entstehung von „Sakkaden“. Funktionell gehören sie damit zum „retino-tektalen System“ – der Verbindung zwischen Netzhaut (Retina) und Mittelhirndach. Sie werden daher auch Colliculi optici (deutsch Sehhügel) genannt.
Afferenzen erhalten die Colliculi superiores von der Netzhaut, der Großhirnrinde über den Tractus corticotectalis, das Rückenmark über den Tractus spinotectalis und die Colliculi inferiores. Efferenzen ziehen zu den Hirnnervenkernen, der Formatio reticularis und ins Rückenmark.
Schädigungen der Colliculi superiores (etwa durch Tumoren) haben keine Ausfälle der Bilderkennung zur Folge, sondern solche der reflektorischen Augenbewegungen und möglicherweise Ausfälle der Augenschutzreflexe.